# Dave Mirra
Dave Mirra (Chittenango, New York, 4 april 1974 – Greenville, North Carolina, 4 februari 2016) was een Amerikaans PRO BMX'er en zakenman. Hij zat op het California State Polytechnic University in Pomona. Hij had ook het record van meeste X Games-medailles. Hij werd op 17-jarige leeftijd beroepssporter.
Op 41-jarige leeftijd maakte hij een einde aan zijn leven.

## Prijzen
- X Games, 10x , 18x , 8x

## Sponsoren
- 1987: "General Bikes"
- 1987-1992: "Haro"
- 1992: "July BMX Plus" (voor een interview)
- 1992: "Hoffman Bikes
- 1992: "Airwalk"
- 1992: "Homeless"
- 1992: "Standard Bikes"

- Bibliothèque nationale de France: cb14042964r (data)
- Gemeinsame Normdatei: 1166098192
- International Standard Name Identifier: 0000 0001 1444 4073
- Library of Congress Control Number: n2002095565
- Virtual International Authority File: 54348202
- WorldCat: E39PBJqfKtxBPXT4kYg9p3frMP